# Carles Prats i Padrós
|  | «Carles Prats» redirigeix aquí. Vegeu-ne altres significats a «Carles Prats i Cot». |

Carles Prats i Padrós (Barcelona, 1975) és un periodista català que va ser presentador del Telenotícies migdia de TV3 des del setembre del 2009 fins al setembre de 2020. Codirector dels documentals MyFriend i Kilowatts d'aigua. El negoci del segle i, anteriorment, corresponsal a Brussel·les i París.

## Carrera
Llicenciat en Periodisme per la Universitat Autònoma de Barcelona, va iniciar-se professionalment en mitjans locals. En paral·lel, va ser estudiant en pràctiques a TV3 i també a TVE Catalunya. Va començar a treballar a TV3 com a redactor de la secció d'Internacional.
Ha estat corresponsal de TV3 a Brussel·les i a París, on va col·laborar amb mitjans com ara El Periódico de Catalunya, l'agència ACN i BBC-Mundo Radio. També ha estat redactor i presentador del canal 3/24 i del desaparegut informatiu "Món33". Com a redactor de la secció d'Internacional de Televisió de Catalunya i ha estat enviat especial a diversos països europeus, com ara els Països Baixos, Regne Unit, Irlanda, Àustria, Itàlia, Alemanya, Portugal, Finlàndia, Eslovènia, Polònia, Suïssa, Rússia i Letònia. També ha estat enviat especial al Pakistan (setembre-novembre 2001) durant els bombardejos i posterior invasió de l'Afganistan.
Des del setembre del 2009 presenta el Telenotícies Migdia. Ha estat conductor al costat d'Agnès Marquès, Lídia Heredia i Núria Solé. Des del setembre del 2015 ho fa al costat d'Ariadna Oltra. També ha estat, ocasionalment, el substitut de Toni Cruanyes i ha conduït també el “Telenotícies Vespre”.
Ha presentat diversos programes electorals: europees del 2009 (des del Parlament Europeu), segona volta de les presidencials franceses del 2012, presidencials als EUA del 2012, municipals del 2015, autonòmiques del 2015, generals del 2015, generals del 2016. En aquests darrers programes ha destacat la innovació impulsada per TV3. Carles Prats va encarregar-se de presentar els resultats gràcies a la realitat virtual, tant des del plató com des de l'hemicicle mateix del Parlament. En les municipals del 24M, Carles Prats i Núria Solé van utilitzar la tecnologia del mapping per presentar els guanyadors en les façanes de les quatre capitals catalanes. En les eleccions al Parlament del 27S, Carles Prats estava físicament a l'hemicicle, on va presentant els diputats electes que apareixien virtualment en forma d'hologrames, mentre Agnès Marquès explicava les grans xifres que apareixien a l'escala del Parlament. A les eleccions generals, l'aposta de TV3 va ser recrear un hemicicle virtual amb Xavi Coral, i uns grans mapes que anava explicant Carles Prats en funció dels resultats.
Ha codirigit amb Paulí Subirà el documental My friend, estrenat a TV3 el 14 de juny del 2016. El treball posa cara als protagonistes de la crisi dels refugiats a Grècia i a les persones que intenten ajudar-los. El documental inclou continguts complementaris filmats amb una càmera de 360°.
L'Onze de setembre de 2013 va presentar la retransmissió especial de TV3 de la Via Catalana. El mes de desembre del mateix any, al costat de Lídia Heredia va fer l'entrevista institucional al President de la Generalitat. I el gener del 2014, van entrevistar al cap de l'oposició.
També va treballar al Grup Flaix (Flaix FM i Ràdio Flaixbac), i a Barcelona Televisió (BTV) on va ser reporter i presentador d'informatius i programes de debat. És membre de la Junta de Govern del Col·legi de Periodistes de Catalunya i responsable del Grup de Treball de Mitjans Públics. També forma part de l'Associació de Periodistes Europeus de Catalunya.
Imparteix tallers de televisió informativa a Torrebarrina (Centre Municipal de Creació Multimèdia de l'Hospitalet), és patró honorífic de la Fundació CardioDreams i col·labora activament amb l'AACIC (Associació de Cardiopaties Congènites).

## Vida personal
El 16 de desembre de 2022 va explicar al programa Planta baixa de TV3 que patia una malaltia cardiovascular congènita per la qual s'havia operat fins a tres ocasions. El seu testimoni va arribar per primera vegada a La Marató de TV3 de 2014, que es va dedicar a recaptar fons per combatre les malalties cardiovasculars i, més endavant, pocs dies abans de l'edició del mateix any 2022.
L'any 2010 va ser pare de dues filles bessones i, a finals de 2023, va tornar a ser pare d'un nen.